# バランスブレイカー
バランスブレイカーは、コンピュータゲームなどで使われる用語。

## 概要
コンピュータゲームなどにおいては、基本的に一方的な勝利が可能だったりプレイ時間やゲームの寿命が縮んだりもする戦法・アイテムなどのことをいう。
ワークショップにおけるバランスブレイカーは、ゲームデザインの仕組みで一進一退のゲームバランスを意図的に崩し、決着を早めて運が良いといきなり勝つということもあり得るシステムのことをいう。
バランスブレイカーはゲーム時間を短縮したり敗北したプレイヤーの敗北感を減らすなどの効果があるが、ゲームバランスを大事にするクリエイターから見ればゲームをつまらなくするものに見える場合がある。